# Robert Müller (Mediziner)
Robert Müller (* 14. Januar 1886 in Schwientochlowitz; † 2. Juni 1945 in Königslutter durch Selbstmord) war ein deutscher Psychiater zur Zeit des Nationalsozialismus und als T4-Gutachter an Euthanasieverbrechen beteiligt.

## Leben
Robert Müller trat zum 1. Juni 1928 der NSDAP bei (Mitgliedsnummer 92.115) und war später Träger des Goldenen Parteiabzeichens.
Ab 1930 war er Arzt in der Landesheil- und Pflegeanstalt Königslutter, eine Zwischenanstalt der Tötungsanstalt Bernburg, für die männlichen Patienten zuständig und gehörte ab 1935 als ärztliches Mitglied des Erbgesundheitsgerichtes Braunschweig an. 1940 wurde er Landesobmann für die erbbiologische Bestandsaufnahme.
Von Anfang November 1940 an, für die Arbeit in Berlin von seiner Anstellung in Königslutter beurlaubt, war er Angehöriger der Ärztegruppe in der Euthanasiezentrale. Ab März 1941 war er dort als T4-Gutachter tätig und in dieser Funktion an der Selektion von KZ-Häftlingen zur Vergasung unter dem Aktenzeichen 14f13 beteiligt.  Dies geschah u. a. in Form sogenannter Selektionsreisen. So besuchte er Ende Juni/Anfang Juli 1941 gemeinsam mit Otto Hebold und Horst Straub sächsische Anstalten mit dem Ziel möglichst viele Menschen zur Tötung auszuwählen. Für den 28. Juli 1941 ist seine Teilnahme an einer Selektion im KZ Auschwitz dokumentiert. Er nahm Ende November 1941 bis Januar 1942 gemeinsam mit Friedrich Mennecke und Curt Schmalenbach Selektionen im KZ Ravensbrück vor.  Im November 1941 erfolgte auch eine Selektion im KZ Buchenwald. Mennecke schrieb, dass Müller dabei über 90 Häftlinge zur Vergasung aussuchte. Ebenso bearbeitete Müller noch weiterhin Meldebögen für Tötungstransporte aus der Anstalt Königslutter in die Tötungsanstalten Bernburg und Hadamar. Nach Aussage von Otto Hebold, welche er nach dem Krieg machte, soll Müller auch an der Sonderbehandlung von geisteskranken Kindern beteiligt gewesen sein.
1943 kehrte Müller wieder als Anstaltsarzt nach Königslutter unter dem Direktor Ernst Meumann zurück und übernahm von Fritz Barnstorf, welcher als Leiter der Frauenstation kommissarisch übernommen hatte, wieder die Leitung der Männerstation.
Nach Kriegsende 1945 wurde Müller durch die Amerikaner verhaftet. Anfang Juni 1945 beging er  in der Jugendarrestanstalt Königslutter Selbstmord.

## Werke (Auswahl)
- Zum Schwachsinnsbegriff in der Praxis der Erbgesundheitsgerichte. In: Der Erbarzt 5, 1938, S. 149–151.
- Erbgesundheitsgericht und Schwachsinn. In: Zentralblatt für die gesamte Hygiene und ihre Grenzgebiete, Band 43, Springer, 1939, S. 484 ff.